# Immunodeficiència primària
Les immunodeficiències primàries són trastorns en els quals una part del sistema immunitari no té o no funciona normalment. Per ser considerada com a primària, la causa de la deficiència immunitària no ha de ser secundària per se (és a dir, causada per una altra malaltia, tractament farmacològic, o exposició ambiental a toxines). La majoria d'immunodeficiències primàries són trastorns genètics; la majoria es diagnostiquen en nens menors d'un any, tot i que les formes més lleus poden no ser reconegudes fins a l'edat adulta. Aproximadament 1 de cada 500 persones neixen amb una immunodeficiència primària.

## Signes i símptomes
Els símptomes precisos depenen del tipus de defecte. Generalment, els símptomes i signes que condueixen al diagnòstic d'una immunodeficiència inclouen infeccions recurrents o persistents o retard en el desenvolupament, com a resultat de la infecció.

## Diagnòstic
Les proves bàsiques es realitzen quan se sospita l'existència d'una immunodeficiència ha d'incloure un recompte sanguini complet (que inclou el recompte de limfòcits i de granulòcits) i els nivells d'immunoglobulines (els tres tipus més importants d'anticossos: IgG, IgA i IgM).
Segons la malaltia sospitada, es realitzen altres proves.